# Adoretus seriegranatus
Adoretus seriegranatus är en skalbaggsart som beskrevs av Leon Fairmaire 1882. Adoretus seriegranatus ingår i släktet Adoretus och familjen Rutelidae. Inga underarter finns listade i Catalogue of Life.